# ماريا باليولوجينا

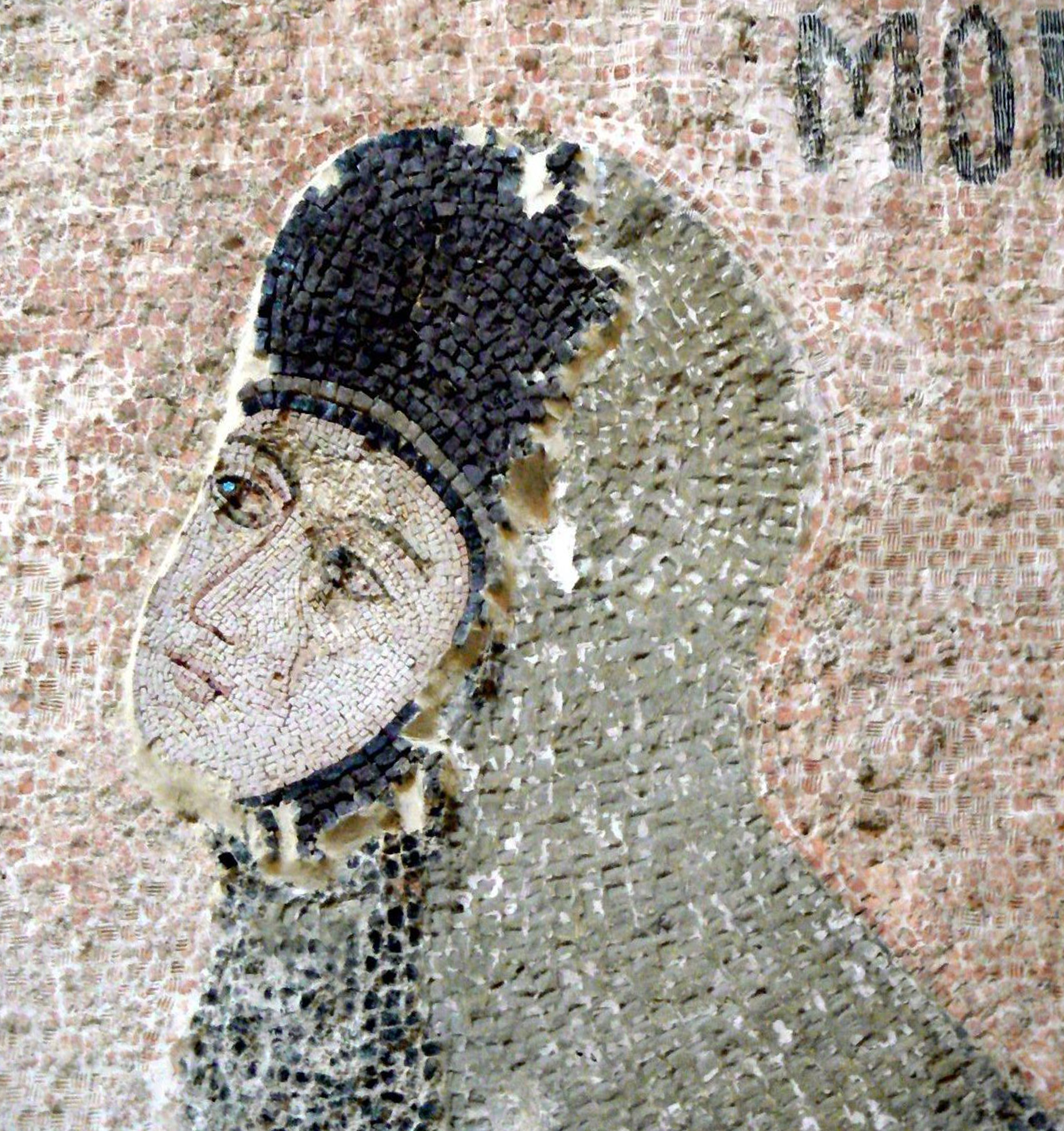
صورة فسيفسائية تظهر ماريا باليولوجينا كراهبة

ماريا باليولوجينا أو ديسبينا خاتون هي أميرة بيزنطية وابنة غير شرعية للإمبراطور البيزنطي ميخائيل الثامن باليولوج، وزوجة أباقا خان ثاني ملوك إلخانات فارس المغول حيث كانت واحدة من ابرز الشخصيات المسيحية المؤثرة بين المغول، وفي اواخر أيام حياتها أصبحت رئيسة للدير الذي عرف فيما بعد بدير القديسة ماري المغول في القسطنطينية.

## حياتها
ماريا باليولوجينا أو ديسبينا خاتون هي ابنة غير شرعية للإمبراطور البيزنطي ميخائيل الثامن باليولوج من عشيقته ديبلوفاتاتزينا، وزوجة أباقا خان ثاني ملوك إلخانات فارس المغول.
حافظ الإمبراطور ميخائيل الثامن باليولوج على علاقات طيبة مع المغول، فعندما طلب هولاكو الارتباط بأميرة من البلاط البيزنطي أرسل الإمبراطور ابنته غير الشرعية ماريا، والتي انطلقت من القسطنطينية في رحلتها إلى بلاط هولاكو في عام 1265 يرافقها رئيس دير بانتوكراتور ثيوديسيوس فيلاهاردوين ولكن عند وصولهم إلى مدينة قيصرية وصلهم نبأ وفاة هولاكو لذلك تزوجت ماريا من ابنه أباقا خان.
عاشت ماريا حياة دينية ورعة وكانت ذات تأثير على السياسة والدين لدى المغول حيث كان العديد منهم مسيحيين نسطوريين والذين كانوا يعتبرون دوقوز خاتون زوجة هولاكو قائدة دينية لهم وبعد وفاتها احتلت ماريا باليولوجينا هذه المرتبة حيث أصبح لقبها هو ديسبينا خاتون.
عاشت ماريا في بلاط زوجها ببلاد فارس طوال 15 عاماً إلى ان توفي زوجها فخلفه اخوه تكودار الذي أصبح اسمه احمد بعد ان أعلن تحوله إلى الإسلام، وخلال وجودها في فارس كان بايدو حفيد هولاكو والذي أصبح سادس حكام الإيلخانيين كثير التردد عليها ليستمع إلى القصص المهمة عن المسيحية.
وفي النهاية عادت ماريا باليولوجينا إلى القسطنطينية. ولكن في عام 1307 وخلال حكم أخيها الإمبراطور أندرونيكوس الثاني باليولوج تم اقتراح ماريا مجدداً كعروس لمحمد خدابنده ثامن ملوك إلخانات فارس المغول وذلك لتكوين تحالف بيزنطي مغولي للوقوف بوجه القوة المتزايدة للعثمانيين في المنطقة والذين كانوا انذاك يهددون مدينة نيقية، حيث انتقلت ماريا إلى هناك لتشجيع الدفاع والمقاومة والتسريع في إجراء المفاوضات مع المغول حول زفافها.
إلتقت ماريا باليولوجينا بالسلطان العثماني عثمان الأول لكن سلوكها العدائي أغضب العثمانيين، وقبل ان تصل قوة مغولية من ثلاثين ألف مقاتل لمساعدة المدينة كان العثمانيون قد اقتحموا قلعة تريكوكا التي كانت تعتبر المفتاح للسيطرة على نيقية، حيث أُجبرت ماريا على العودة إلى القسطنطينية مرة أخرى لتصبح رئيسة دير باناغيوتيسا وتبقى فيه حتى وفاتها.

## الإرث
كانت كنيسة هذا الدير مكرسة لمريم العذراء لكن بعد إقامة ماريا باليولوجينا فيها أصبحت تحمل اسم كنيسة القديسة ماري المغول، على الرغم من ان ماريا لم يتم تطويبها.
وقد عرفت هذه الكنيسة من قبل الاتراك باسم كنيسة الدم نظراً لما شهده المبنى من قتال دموي اثناء معارك سقوط القسطنطينية بيد العثمانيين عام 1453 , وتعتبر هذه الكنيسة الوحيدة في القسطنطينية التي لم يتم تحويلها إلى مسجد وذلك بأمر من السلطان محمد الفاتح.

## وصلات خارجية
- Maria Palaiologina ماريا باليولوجينا